# 布魯諾灣

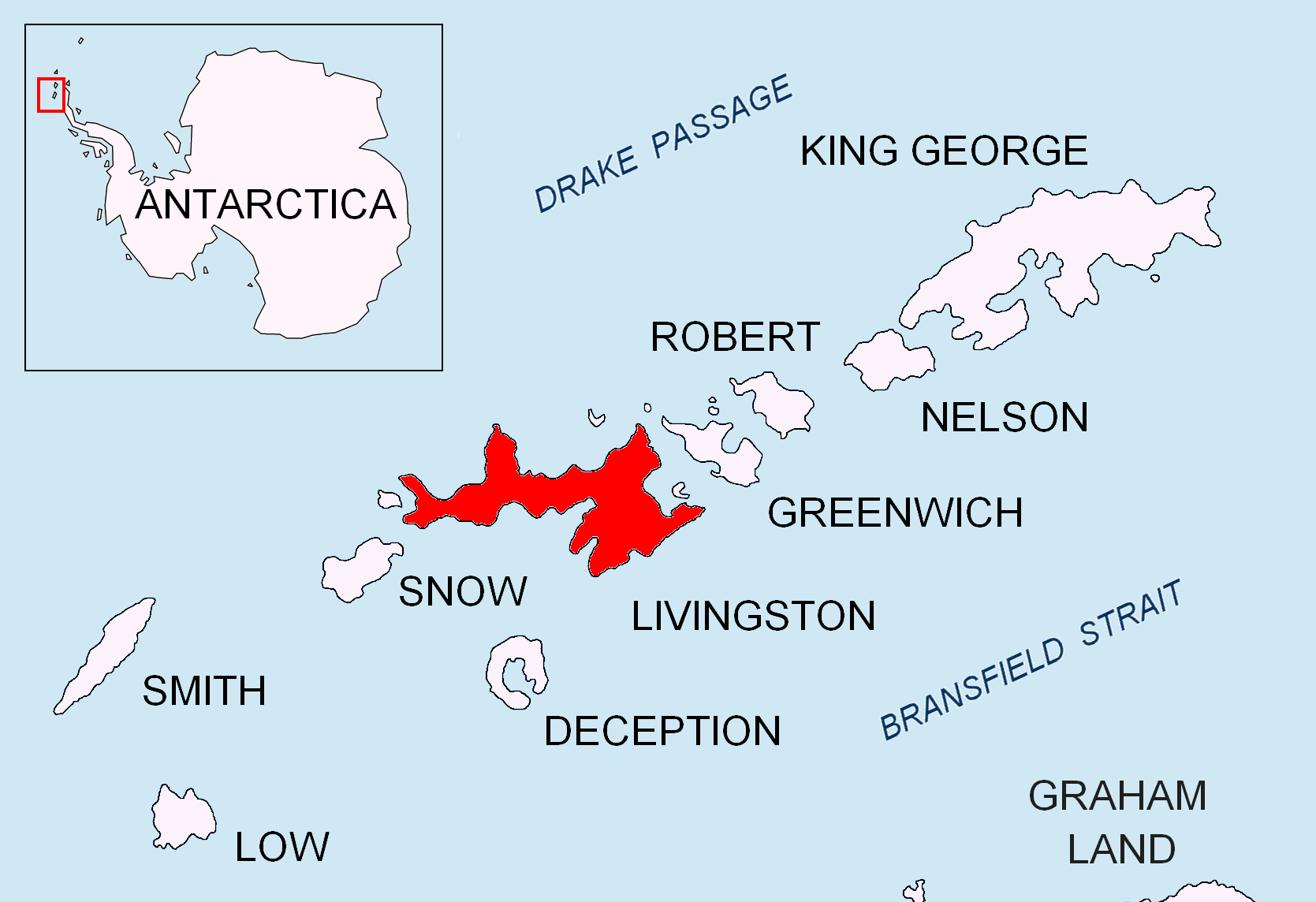

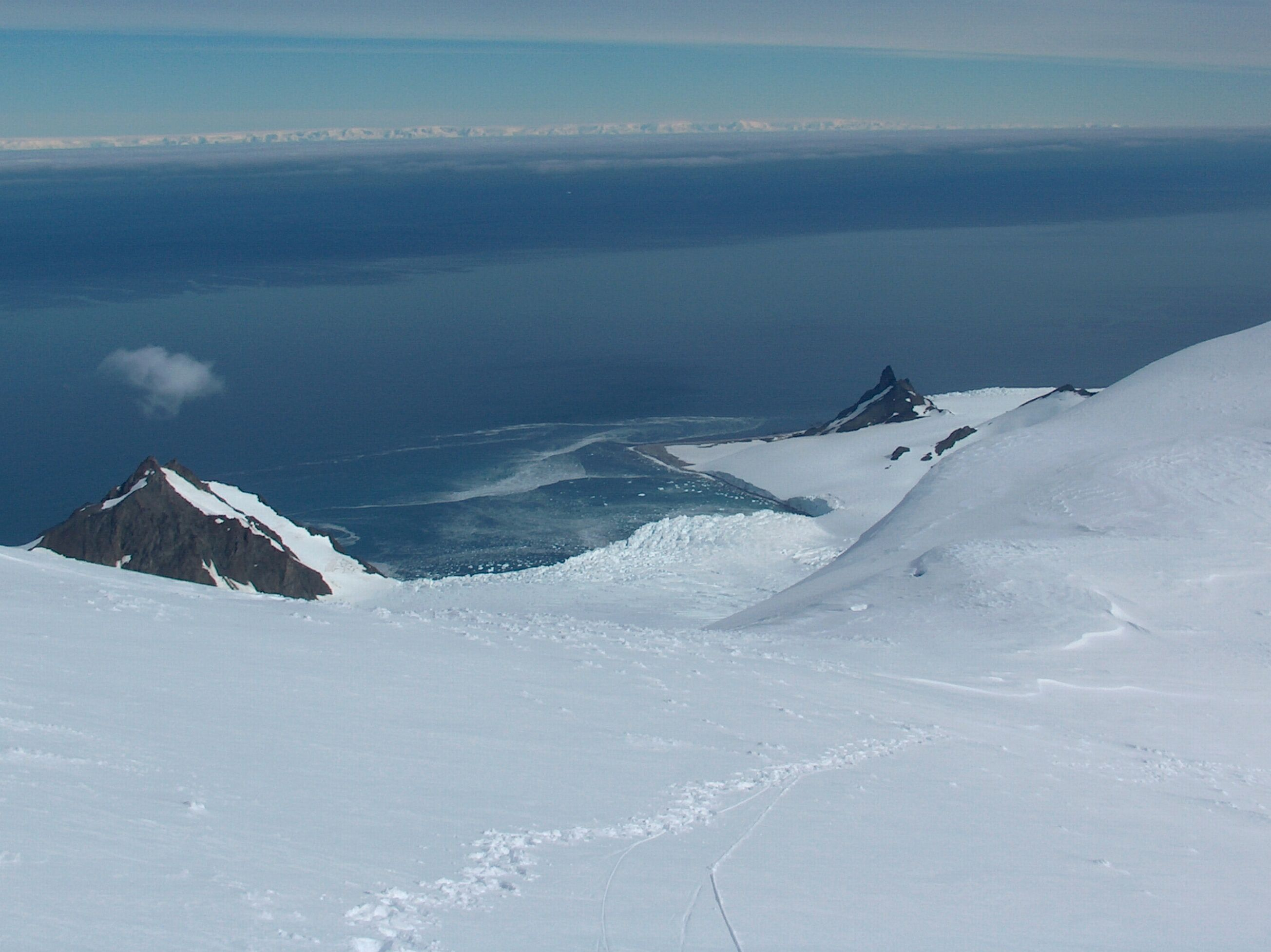

布魯諾灣是南極洲的海灣，位於南設得蘭群島的利文斯頓島東南部，長1.5公里、寬2.33公里，處於塞繆爾角和瓦佐夫岩之間，現時由南極條約體系管理。
62°43′00″S 60°08′10″W / 62.71667°S 60.13611°W

## 外部連結
- SCAR Composite Antarctic Gazetteer（页面存档备份，存于）.